# Franklin Flores
Franklin Geovany Flores Sacaza (Jutiapa, 18 maggio 1996) è un calciatore honduregno, difensore del Real España e della nazionale honduregna.

## Statistiche

### Cronologia presenze e reti in nazionale
| Cronologia completa delle presenze e delle reti in nazionale ― Honduras | Cronologia completa delle presenze e delle reti in nazionale ― Honduras | Cronologia completa delle presenze e delle reti in nazionale ― Honduras | Cronologia completa delle presenze e delle reti in nazionale ― Honduras | Cronologia completa delle presenze e delle reti in nazionale ― Honduras | Cronologia completa delle presenze e delle reti in nazionale ― Honduras | Cronologia completa delle presenze e delle reti in nazionale ― Honduras | Cronologia completa delle presenze e delle reti in nazionale ― Honduras |
| Data                                                                    | Città                                                                   | In casa                                                                 | Risultato                                                               | Ospiti                                                                  | Competizione                                                            | Reti                                                                    | Note                                                                    |
| ----------------------------------------------------------------------- | ----------------------------------------------------------------------- | ----------------------------------------------------------------------- | ----------------------------------------------------------------------- | ----------------------------------------------------------------------- | ----------------------------------------------------------------------- | ----------------------------------------------------------------------- | ----------------------------------------------------------------------- |
| 15-11-2020                                                              | Città del Guatemala                                                     | Guatemala                                                               | 2 – 1                                                                   | Honduras                                                                | Amichevole                                                              | -                                                                       | 62’                                                                     |
| 17-7-2021                                                               | Houston                                                                 | Panama                                                                  | 2 – 3                                                                   | Honduras                                                                | Gold Cup 2021 - 1º turno                                                | -                                                                       | 90+4’                                                                   |
| 24-7-2021                                                               | Glendale                                                                | Messico                                                                 | 3 – 0                                                                   | Honduras                                                                | Gold Cup 2021 - Quarti di finale                                        | -                                                                       | 78’                                                                     |
| 16-1-2022                                                               | Fort Lauderdale                                                         | Colombia                                                                | 2 – 1                                                                   | Honduras                                                                | Amichevole                                                              | -                                                                       | 46’                                                                     |
| 30-1-2022                                                               | San Pedro Sula                                                          | Honduras                                                                | 0 – 2                                                                   | El Salvador                                                             | Qual. Mondiali 2022                                                     | -                                                                       | 59’                                                                     |
| 30-3-2022                                                               | Kingston                                                                | Giamaica                                                                | 2 – 1                                                                   | Honduras                                                                | Qual. Mondiali 2022                                                     | -                                                                       | 56’                                                                     |
| 24-9-2022                                                               | Miami Gardens                                                           | Argentina                                                               | 3 – 0                                                                   | Honduras                                                                | Amichevole                                                              | -                                                                       | 82’                                                                     |
| 27-9-2022                                                               | Houston                                                                 | Guatemala                                                               | 1 – 2                                                                   | Honduras                                                                | Amichevole                                                              | -                                                                       |                                                                         |
| 30-10-2022                                                              | Abu Dhabi                                                               | Arabia Saudita                                                          | 0 – 0                                                                   | Honduras                                                                | Amichevole                                                              | -                                                                       |                                                                         |
| 22-3-2023                                                               | Los Angeles                                                             | El Salvador                                                             | 0 – 1                                                                   | Honduras                                                                | Amichevole                                                              | -                                                                       |                                                                         |
| 28-3-2023                                                               | Toronto                                                                 | Canada                                                                  | 4 – 1                                                                   | Honduras                                                                | CONCACAF Nations League 2022-2023 - 1º turno                            | -                                                                       |                                                                         |
| 4-9-2023                                                                | Fort Lauderdale                                                         | Guatemala                                                               | 0 – 0                                                                   | Honduras                                                                | Amichevole                                                              | -                                                                       | 60’                                                                     |
| 10-10-2024                                                              | Remire-Montjoly                                                         | Guyana francese                                                         | 2 – 3                                                                   | Honduras                                                                | CONCACAF Nations League 2024-2025 - 1º turno                            | -                                                                       | 79’                                                                     |
| 21-3-2025                                                               | Devonshire                                                              | Bermuda                                                                 | 3 – 5                                                                   | Honduras                                                                | Qual. Gold Cup 2025                                                     | -                                                                       |                                                                         |
| 25-3-2025                                                               | Tegucigalpa                                                             | Honduras                                                                | 2 – 0                                                                   | Bermuda                                                                 | Qual. Gold Cup 2025                                                     | -                                                                       | 36’                                                                     |
| Totale                                                                  |                                                                         | Presenze                                                                | 15                                                                      |                                                                         | Reti                                                                    | 0                                                                       |                                                                         |